# 瓦卡冰原島峰
82°17′S 41°42′W / 82.283°S 41.700°W
瓦卡冰原島峰（英語：Vaca Nunatak）是南極洲的冰原島峰，位於伊利沙伯女皇地，屬於阿根廷山脈中潘扎里尼山的一部分，美國地質調查局根據測量和該國海軍的空中照片繪入地圖，現時由南極條約體系管理。